# Wolfhausen ZH
| ZH ist das Kürzel für den Kanton Zürich in der Schweiz. Es wird verwendet, um Verwechslungen mit anderen Einträgen des Namens Wolfhausen zu vermeiden. |

Wolfhausen ist ein Dorf in der Gemeinde Bubikon im Bezirk Hinwil des Kantons Zürich in der Schweiz.

## Allgemein
Die politische Gemeinde Bubikon besteht aus den beiden etwa gleich grossen Dörfern Bubikon und Wolfhausen. In Wolfhausen sind diverse Industrie- und Dienstleistungsbetriebe ansässig. Die Landwirtschaft hat auch einen massgeblichen Anteil an der Wirtschaft. Wolfhausen hat eine eigene Primarschule mit den Schulhäusern Fosberg und Geissberg. Die Sekundarschule besuchen die Schüler in Bubikon.

## Industrie
Die Industrie ist mit zwei grösseren Betrieben vertreten: Der Schulthess Group und dem zur Conzzeta AG gehörenden Schaumstoffhersteller Fritz Nauer AG aus der FoamPartner Gruppe.

## Verkehr
Wolfhausen ist durch diverse Haupt- und Nebenstrassen an das Verkehrsnetz angebunden. Es gibt einen Bahnhof und eine Eisenbahnstrecke nach Bubikon, die allerdings bis 2013 nur noch von der Industrie benutzt wurde. Früher gehörte die Strecke Wolfhausen-Bubikon zum Streckennetz der Uerikon-Bauma-Bahn. Heute sind die Gleise stillgelegt. VZO-Busse verkehren alle 30 Minuten, im Stossverkehr alle 15 Minuten, nach Bubikon zum Bahnhof und nach Hombrechtikon.

## Freizeit
- Die Badeanstalt am Egelsee ist ein Moorbad inmitten des Naturschutzgebietes von Wolfhausen. Vom 1. Mai bis 30. September ist die Badi täglich geöffnet. Durch die geringe Tiefe wird das Wasser sehr schnell warm.
- Bei entsprechender Witterung wird das aufgestaute Hüsliried jeweils zu einem rund 2 Hektar grossen Eisfeld.
- Der Jugendtreff Rookie bietet Raum für regelmässige Treffen und verschiedene Anlässe.

## Sehenswürdigkeiten

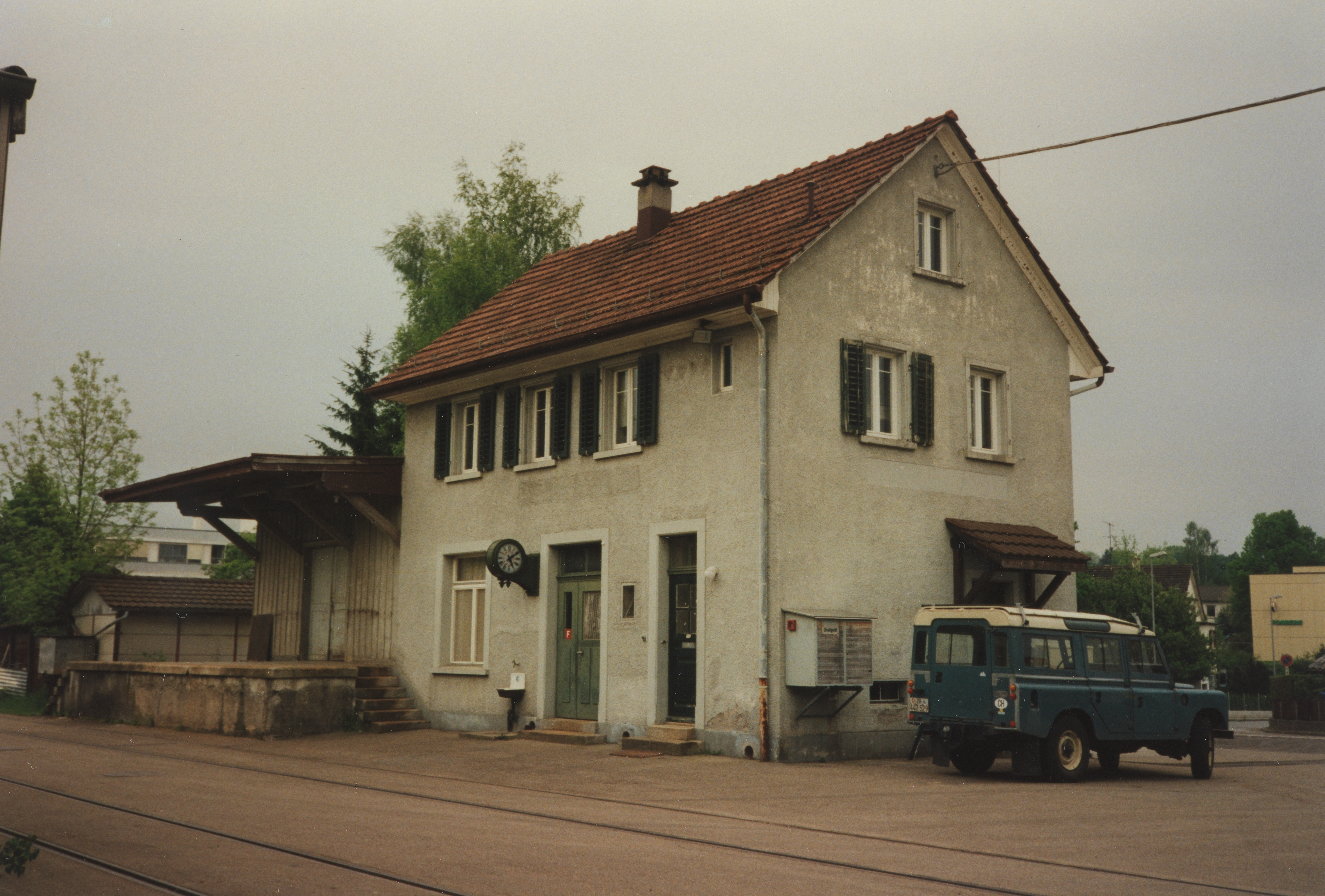
Ehemaliges Stationsgebäude der Uerikon-Bauma-Bahn (1995)
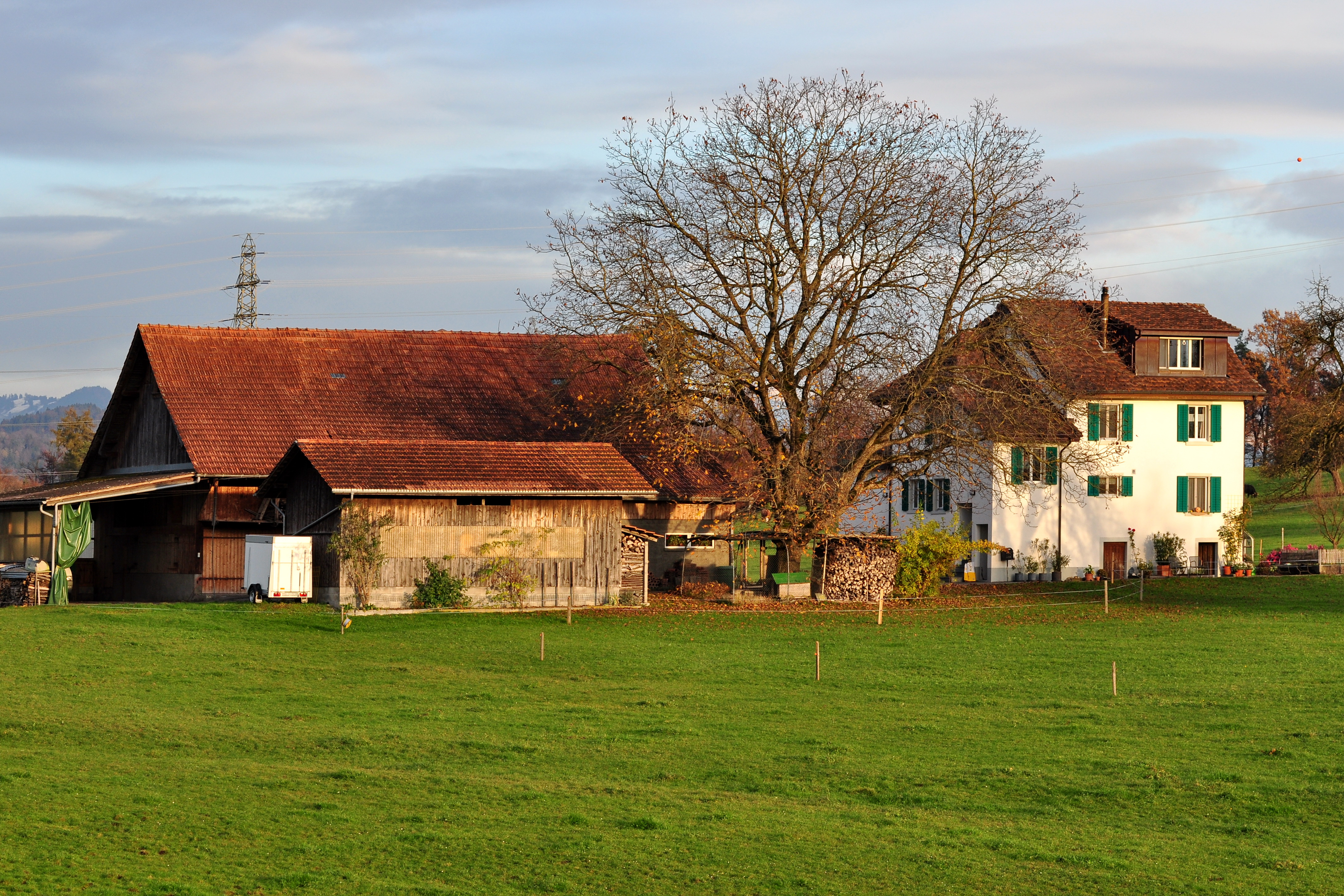
Weiler Barenberg, im Hintergrund Kempraten-Lenggis und der Etzel
Luftbild von Werner Friedli (1970)

## Persönlichkeiten
- Bligg (* 1976), Rapper, wuchs in Wolfhausen und in Schwamendingen auf